# (562) Salome
(562) Salome ist ein Asteroid des Hauptgürtels, der am 3. April 1905 vom deutschen Astronomen Max Wolf in Heidelberg entdeckt wurde. 
Der Asteroid wurde nach der biblischen Figur Salome benannt.